# جميزة بني عمرو
قرية جميزة بني عمرو هي إحدى القرى التابعة لمركز ديرب نجم في محافظة الشرقية في جمهورية مصر العربية. حسب إحصاءات سنة 2006، بلغ إجمالي السكان في جميزة بني عمرو 16009 نسمة، منهم 8243 رجل و7766 امرأة.

## التاريخ
قرية جميزة بني عمرو من القرى القديمة، واسمها الأصلي وقت الفتح الإسلامي لمصر «بدماسين»، وقد وردت باسم «البدماصين» في كتاب قوانين الدواوين للأسعد بن مماتي ضمن قرى أعمال الشرقية في الروك الصلاحي الذي أجراه السلطان الأيوبي الناصر صلاح الدين. ثم وردت باسم «جميزة برغوت» في أعمال الشرقية ضمن قرى الروك الناصري التي أحصاها ابن الجيعان في كتاب «التحفة السنية بأسماء البلاد المصرية». وفي العصر العثماني ورد اسم «جميزة برغوت» في التربيع العثماني الذي أجراه الوالي العثماني سليمان باشا الخادم في عصر السلطان العثماني سليمان القانوني ضمن قرى ولاية الشرقية، وفي تاريخ 1228هـ/1813م الذي عدّ قرى مصر بعد المسح الذي قام به محمد علي باشا باسم «جميزة بني عمرو» ضمن قرى مديرية القليوبية. انتقلت إلى مديرية القليوبية في تاريخ 1228هـ، ثم عادت حديثًا إلى محافظة الشرقية.